# San Mateo (ort i Spanien)
San Mateo är en ort i Spanien.   Den ligger i provinsen Provincia de Cantabria och regionen Kantabrien, i den norra delen av landet, 300 km norr om huvudstaden Madrid. San Mateo ligger 87 meter över havet och antalet invånare är 287.
Terrängen runt San Mateo är huvudsakligen kuperad. San Mateo ligger nere i en dal. Runt San Mateo är det ganska tätbefolkat, med 111 invånare per kvadratkilometer. Närmaste större samhälle är Torrelavega, 8,8 km norr om San Mateo. Omgivningarna runt San Mateo är en mosaik av jordbruksmark och naturlig växtlighet.